# Mosquée Es-safir
La mosquée Es-safir (en arabe : جامع السفير ou مسجد السفير) est une mosquée située dans le centre de la Casbah, dans la wilaya d'Alger en Algérie. Construite en seulement neuf mois, de Rajab 941 AH à Rabi‘ al-awwal 941 AH, par ordre de Safar ben Abdallah (converti chrétien, devenu général sous Barberousse), elle fut initialement nommée Jamiʿ Caid Safar bin Abdullah, puis renommée « Es-safir » au XVIIIᵉ siècle. La mosquée est classée au patrimoine national public par l’administration de l’occupation française au début du XXe siècle. Elle a été officiellement inscrite comme monument historique le 30 mai 1905.

## Étymologie
Le nom de la mosquée Es-safir provient de Safar ben Abdallah, l’un des plus grands chefs de la flotte ottomane en Algérie durant la période de domination des Frères Barberousse.
Safar ben Abdallah, d’origine chrétienne, s’est converti à l’islam sous l’influence de Khayr ad-Din, durant son règne entre 1518 et 1534, à une époque où le pouvoir était de nature religieuse.
Selon une autre version, Abdallah Safar était un esclave chrétien appartenant à Khayr ad-Din Barberousse, qui l’aurait affranchi. Après sa conversion à l’islam, il prit le nom d’Abdallah, bien que son prénom et son nom de famille d’origine soient restés inconnus.
Il étudia l’islam, maîtrisa la langue arabe et devint un récitateur du Coran. Son nom apparaît également dans le récit du siège de Charles Quint contre Alger.
C’est le commandant Safar ben Abdallah lui-même qui finança la construction de la mosquée, achevée en seulement neuf mois.
De style ottoman, la mosquée portait initialement le nom de « Mosquée du caïd Safar ben Abdallah », avant d’être renommée « Mosquée Es-safir ». Elle porte ce nom actuel depuis le XIIIᵉ siècle de l’hégire.
Aujourd’hui, cette mosquée est connue sous le nom de « Mosquée Es-safir », une déformation du nom original « Safar ».

## Histoire
La mosquée Es-safir est un véritable joyau du patrimoine de la Casbah. Elle figure parmi les trésors architecturaux les plus précieux de la Casbah, ayant survécu à l’occupation française, qui chercha à plusieurs reprises à effacer les symboles islamiques de la ville d’Alger. La construction de la mosquée fut achevée en 1534, correspondant à l’an 941 de l’hégire, à quelques mètres de la zawiya et mosquée de Sidi Mohamed Chérif. Elle fut bâtie sur des terres récemment intégrées à la ville de la Casbah après l’édification d’un nouveau rempart destiné à l’agrandir. Les fondations furent posées en Rajab 940 H, et la construction achevée le 2 Rabi‘ al-Awwal 941 H, soit le 11 septembre 1534, après neuf mois de travaux.
La porte principale du bâtiment porte une inscription indiquant sa date de construction. Il fut construit hors des remparts de l’ancienne ville, en-deçà du mur de Sidi Ramdane, avant qu’Arudj Barberousse n’érige la forteresse d’Alger, provoquant l’expansion urbaine et l’intégration de la zawiya de Sidi ‘Abd al-Rahman al-Tha‘alibi à l’intérieur de la Casbah.
Une plaque en marbre datant de 1534 (941 H), rectangulaire, en écriture arabe de style naskh en relief, mentionne les noms de Khair ad-Din Barberousse et de Safar ben Abdallah. Le texte comporte huit lignes, gravées en vert, sans décor ni points diacritiques :

« Au nom de Dieu, le Clément, le Miséricordieux. Que la paix soit sur notre maître Muhammad…
...Ce lieu est une grande mosquée fondée sur la piété… bâtie par le serviteur d’Allah, Safar ben Abdallah, au service de notre maître le grand sultan combattant dans le sentier de Dieu, Khayr al-Din, que Dieu le soutienne… commencée en Rajab de l’année précédente, achevée le 2 Rabi‘ al-Awwal 941 H (11 septembre 1534. »

La plaque commence par la louange de Dieu et la prière sur le Prophète, puis insiste sur la noblesse des mosquées, lieux les plus honorés sur Terre selon les traditions prophétiques.
Lors de sa fondation, Safar ben Abdallah lui dédia cent hectares de terres. Il s’agissait alors de la première mosquée bâtie à Alger sous l’Empire ottoman. Un acte juridique daté de 1534, rédigé par le cadi hanafite, rapporte que le pacha Khayr ad-Din Barberousse attribua dix terres appelées « zouayjates » (environ 10 hectares) dans la région de Sidi Yakhlef près de Staoueli, au profit du « Djamaa du commandant Safar ben Abdallah », exemptées d’impôts. Un autre acte mentionne une meule dans la région de Oued Zouïq, cédée par le même pacha au commandant Yahya ben ‘Ayad, menuisier originaire de Jijel, qu’il affranchit.
Les donations pieuses se multiplièrent, y compris par des femmes, au point que le pouvoir ottoman dut établir en 1717 un registre spécial pour ces waqfs. Le Djamaa Es-safir relevait de la Fondation Sabil al-Khayrat, qui gérait les waqfs des mosquées de la Casbah et de ses environs.
Le Djamaa Es-safir possédait un patrimoine foncier notable, constitué de biens immobiliers situés tant à l’intérieur qu’à l’extérieur de la ville d’Alger. Ces biens, enregistrés comme waqf (dotations pieuses), contribuaient à assurer l’entretien de la mosquée et le financement de ses activités religieuses et sociales.
Dans la ville d’Alger, les registres mentionnent la propriété de :
1. Huit contrats de boutiques,
2. Trois contrats portant sur des parties de boutiques,
3. Une maison entière,
4. Deux parts de maison,
5. Trois appartements en étage,
6. Deux pièces indépendantes,
7. Un four traditionnel,
8. Deux magasins de stockage ou de commerce.

Et en dehors de la ville d'Alger, la mosquée détenait également :
1. Trois vergers,
2. Deux villages ou hameaux agricoles.

Ce patrimoine illustre le rôle central de la mosquée non seulement sur le plan cultuel, mais aussi dans la gestion économique et sociale de son environnement, conformément aux traditions ottomanes d’administration des fondations pieuses.
Selon le cheikh Abderrahmane Djilali, la mosquée fut restaurée sous le règne du dey Baba Hassan, puis agrandie en 1798 sur ordre de ce dernier.
Le dey Hussein ordonna une reconstruction et un élargissement entre 1826 et 1827.
Selon les mémoires de l’hadj Ahmed Chérif al-Zahhar, le dey Hussein aurait également bâti la tour de Bab al-Bahr et la caserne des canoniers, en plus du Djamaa Es-safir.
Une autre plaque commémorative, en marbre également, indique les travaux de rénovation ordonnés par le dey Hussein en 1827 (1242 H). Gravée en creux et remplie de plomb, le texte souligne que :

« ...Cette restauration a été faite pour la prière et le rappel de Dieu...par le pieux gouverneur Hussein Pacha, combattant dans le sentier de Dieu... »

Après la conquête de l'Algérie par la France en 1830, le Djamaa Es-safir subit des dégradations par l’administration coloniale, affectant son architecture. Malgré cela, il continua à remplir sa fonction religieuse, bien que sous étroite surveillance, en raison de la méfiance des autorités envers les mosquées comme lieux de résistance.
Certains chercheurs pensent que la mosquée ne fut pas transformée en église car son fondateur, Safar ben Abdallah, aurait été d’origine chrétienne avant sa conversion à l’islam.
Malgré l’importance du monument qu’est la mosquée Safir, celui-ci a souffert de nombreux problèmes qui lui ont fait perdre de son éclat et de sa beauté, notamment en raison d’infiltrations d’eau au niveau de ses murs, mettant en péril la survie même de ce site historique. Ce délabrement avait conduit à la programmation de travaux de restauration urgents pour préserver le bâtiment. Les infiltrations d’eau affectaient les murs ainsi que les toitures de la salle de prière et de la salle des ablutions, ce qui nuisait au confort des fidèles, en particulier lors des fortes pluies qui empêchaient parfois l’accomplissement de la prière à l’intérieur de la mosquée.
Ces travaux de réhabilitation visaient à éviter l’aggravation de la situation critique de cet édifice, qui risquait à terme de tomber en ruine et d’être définitivement perdu.
La mosquée Safir a été inscrite au patrimoine mondial de l’UNESCO en 1992, dans le cadre de l’inscription de la Casbah d’Alger.

## Description
Un regard attentif porté sur la forme architecturale et le plan du bâtiment islamique qu’est la mosquée Es-safir révèle qu’il s’agit d’une réplique presque identique, dans sa structure et son apparence, à la mosquée Ketchaoua. Cette forte ressemblance confirme que l’architecte ayant supervisé la construction de la mosquée Es-safir est très probablement le même que celui qui a conçu la mosquée Ketchaoua, en raison de la proximité frappante entre les deux édifices dans leur conception architecturale.
Le Djamaa Es-safir occupe un terrain rectangulaire de 399,5 m². Il présente deux façades, l’une sur la rue des Frères Bachara, l’autre sur la rue Abderrahmane Rouane, menant à la salle de prière carrée, surmontée d’un dôme à base octogonale. Quatre colonnes soutiennent la coupole.
Son minaret octogonal témoigne de l’influence orientale sur le style maghrébin traditionnellement quadrangulaire. Sa forme octogonale est similaire à celui de la mosquée el Berrani, située dans la partie haute de la Casbah.
Le mihrab de la mosquée Safir suit le même modèle que les mihrabs des mosquées d’Algérie construites par les Ottomans. Il est richement orné de carreaux de faïence bleue et blanche, contraste avec la sobriété du reste de l’édifice. À sa droite, l’estrade du muezzin est en bois, reposant sur quatre colonnes.
La salle de prière de la mosquée Es-safir se distingue par sa grande superficie, et sa configuration rappelle celle de la salle de prière de la mosquée d'Ali Bitchin, située dans le quartier de Zoudj Ayoune, dans la basse Casbah. Cette salle peut accueillir plus de 300 fidèles.
Les colonnes de la mosquée se distinguent par leur confection en marbre, et la décoration intérieure a été réalisée en zellige. Il s'agit du même type de zellige que celui utilisé dans la majorité des palais de la régence d'Alger situés dans la basse Casbah.
Le sous-sol de la mosquée abrite une salle des ablutions.

## Galerie

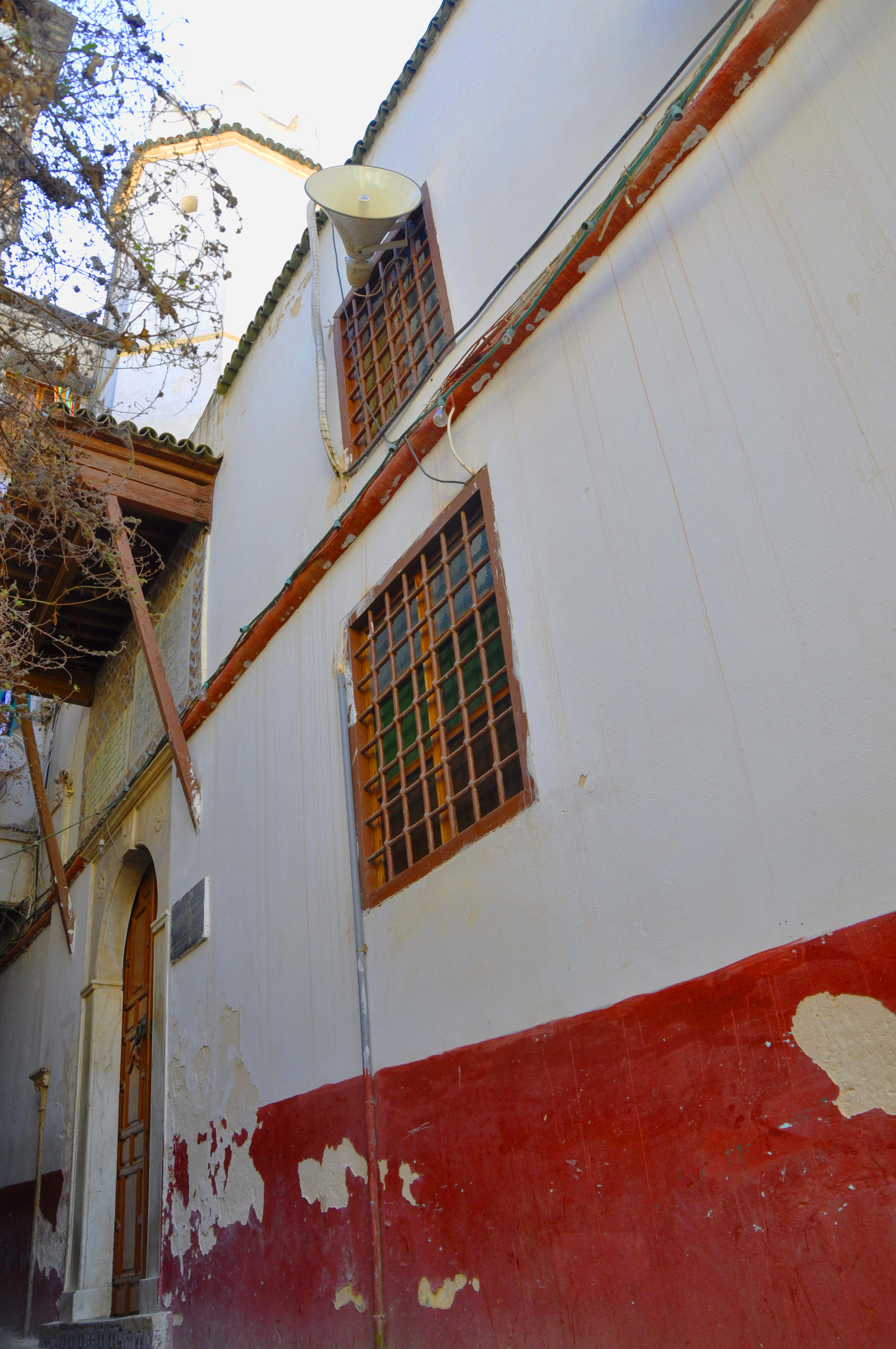
Entrée de la mosquée Es-safir.
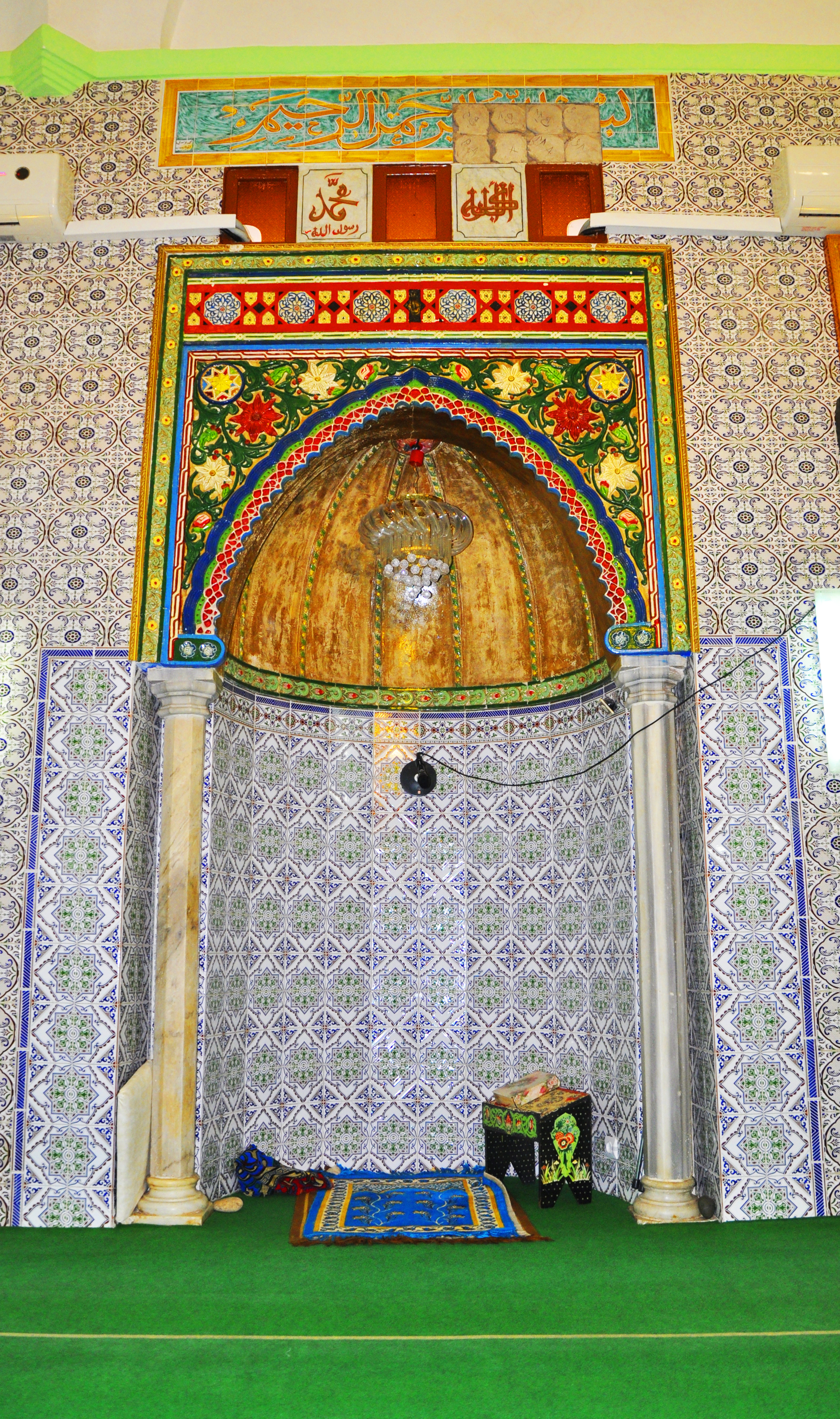
Mihrab de la mosquée Es-safir.
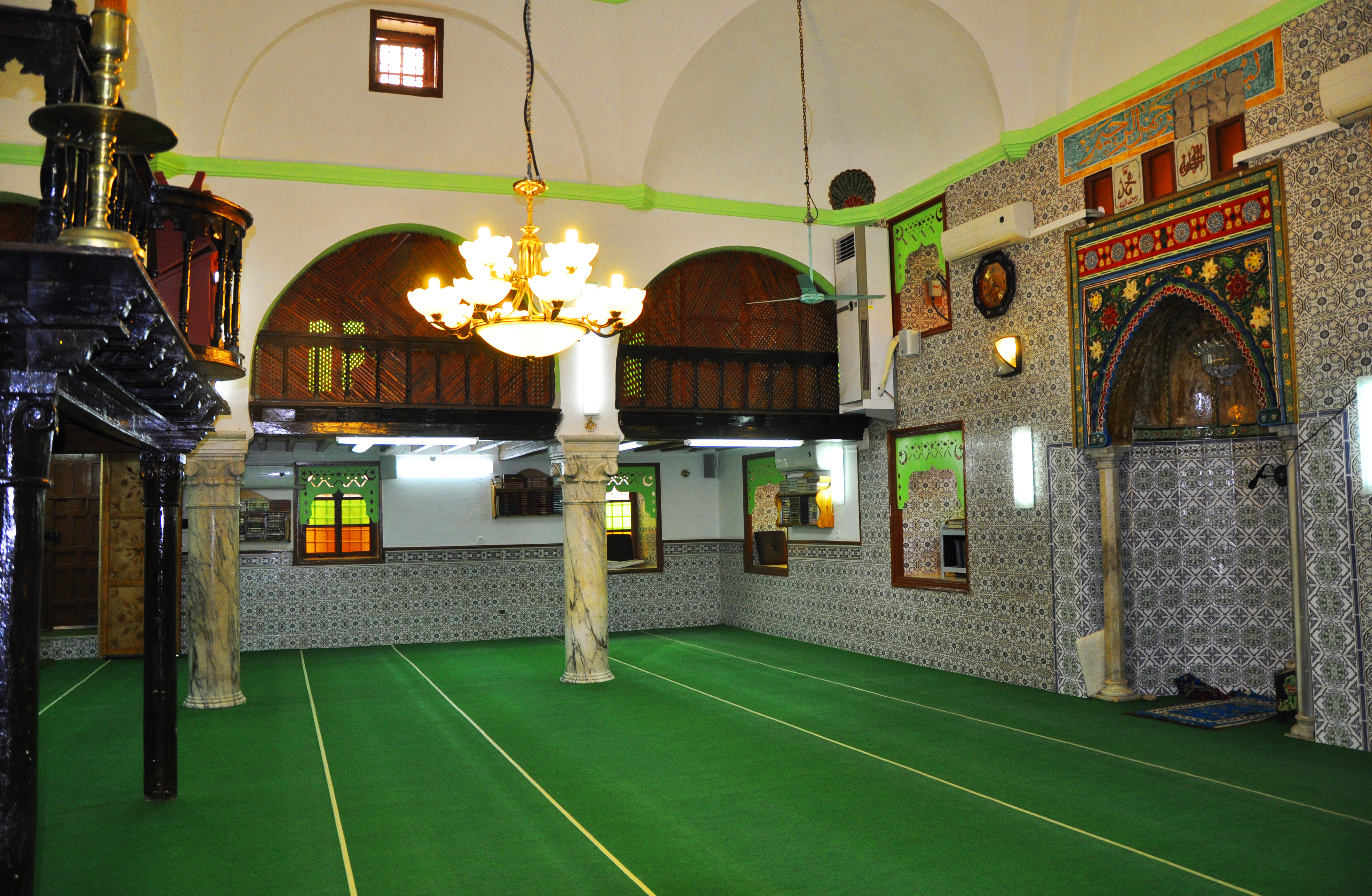
Salle de prière de la mosquée Es-safir.
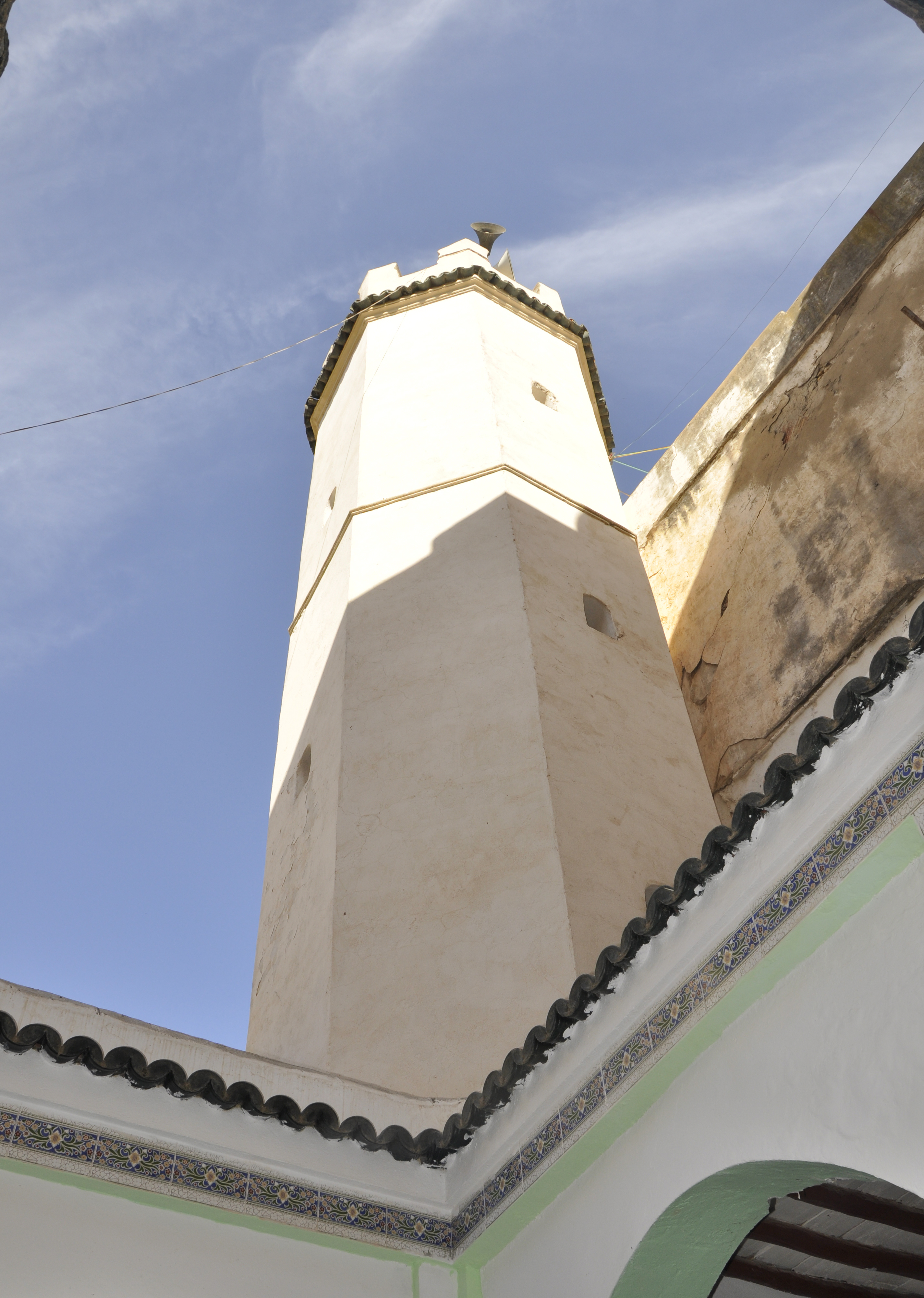
Minaret de la mosquée Es-safir.
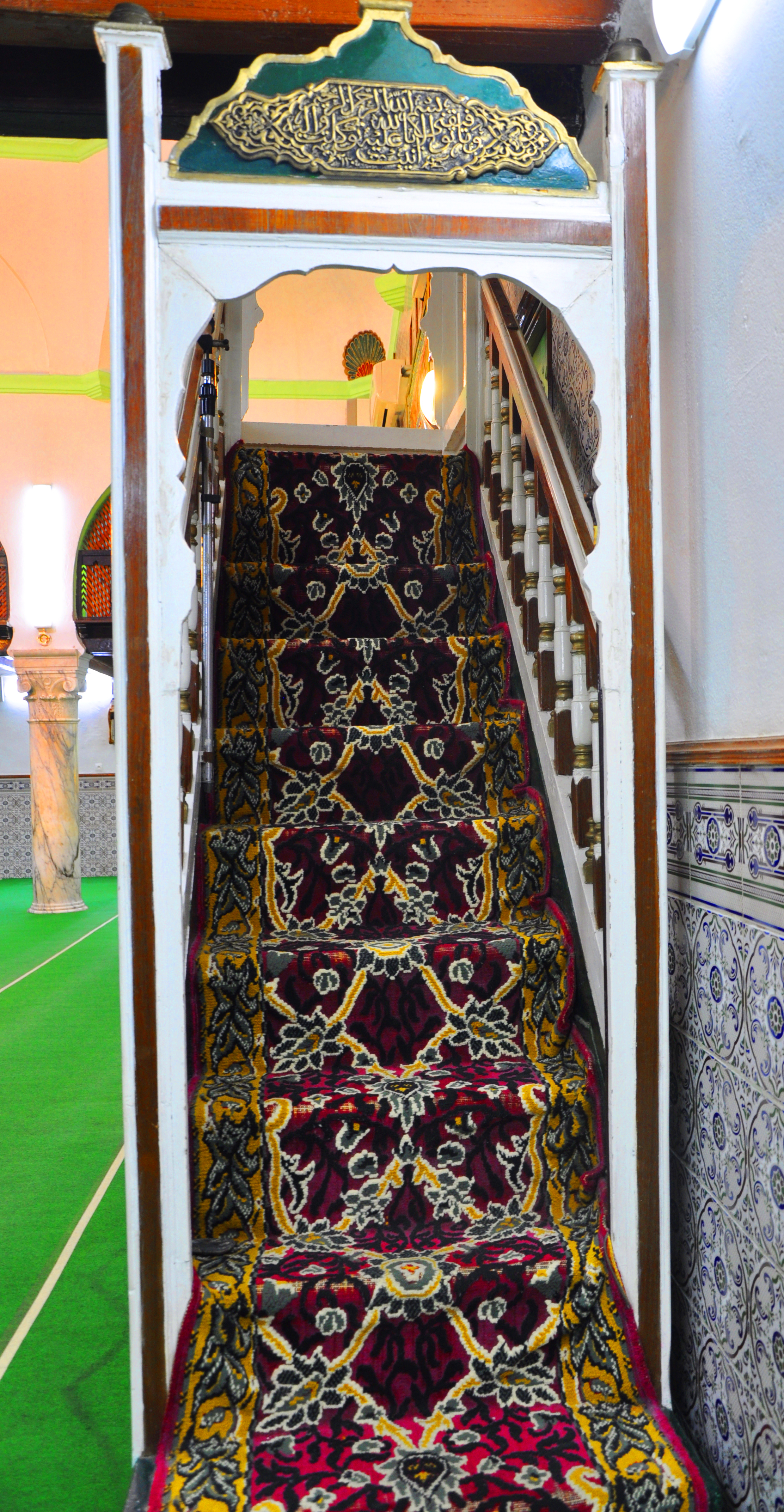
Minbar (chaire) de la mosquée Es-safir.
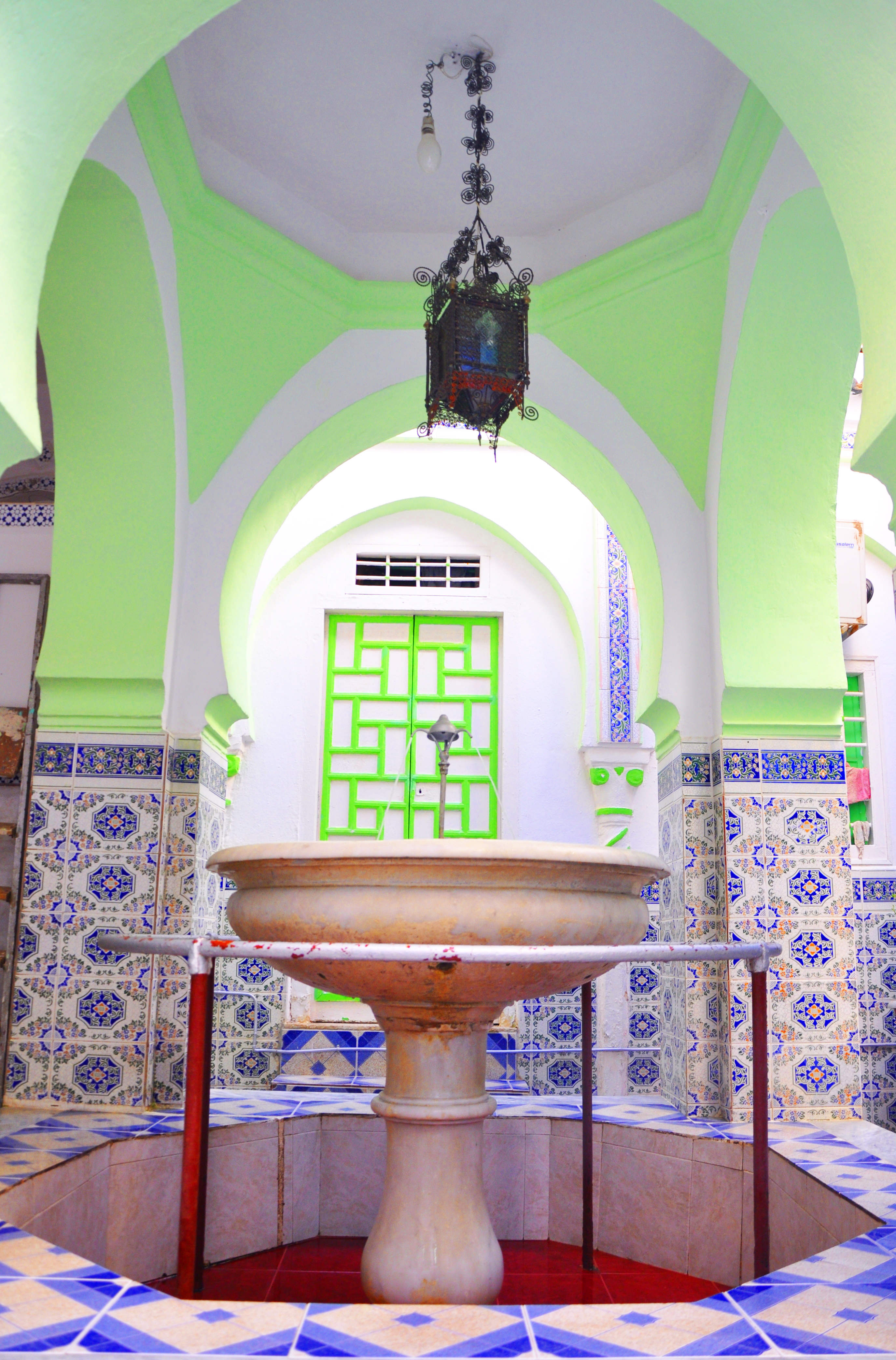
Fontaine de la mosquée Es-safir.

#### Ouvrages
- Brahim Benyoucef, Introduction à l'histoire de l'architecture islamique, Alger, Office des Publications Universitaires (OPU), 2005 (1re éd. 1994), 196 p. (ISBN 978-9961-0-0897-3, BNF 41144024)
- Georges Marçais, L'architecture musulmane d'Occident, Paris, 1954.
- Albert Devoulx, Les édifices religieux de l’ancien Alger, La Revue Africaine, Typographie Bastide, Alger, 1870.

#### Articles
- Abdelaziz Benabdallah, « L'architecture islamique dans les mosquées maghrébines », Al-Qods : revue arabo-islamique, Rabat, no 3,‎ 1985 (lire en ligne [PDF])